# Kapelstraat (Brugge)

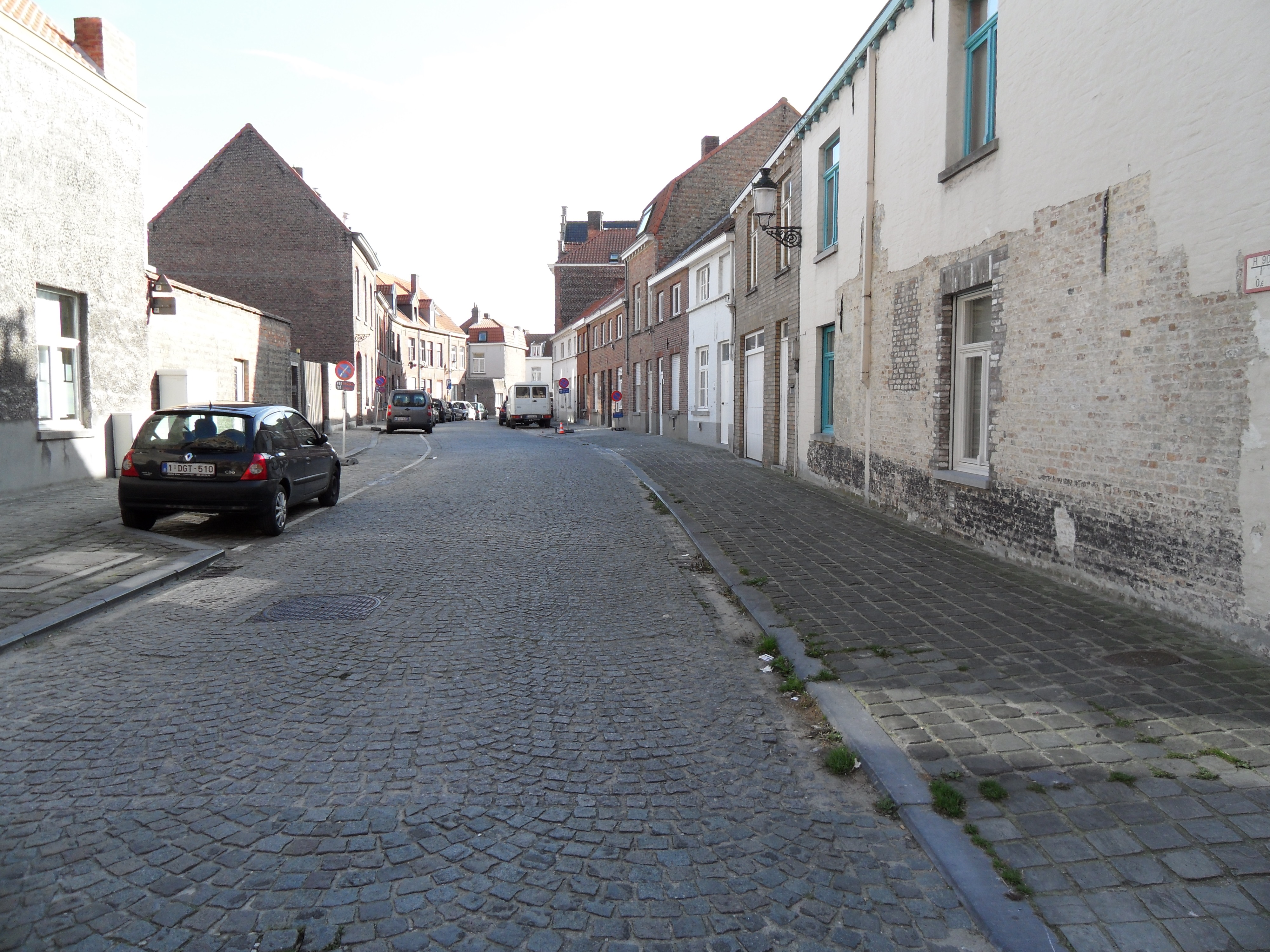
Kapelstraat

De Kapelstraat is een straat in Brugge.

## Beschrijving
De straat, die aanvankelijk Peperstraetkin heette, begrensde de door een muur omheinde eigendom van de gilde van makelaars, die liep van de Sint-Jorisstraat naar de Sint-Clarastraat. Ze heette ook Wallekensstraat, Coepelstraat en C(r)apeaustraetkin. Vanaf de 16e eeuw werd het de Kapelstraat.
De naam verwees naar de kapel van Onze-Lieve-Vrouw van Bethlehem (met voorkant langs de Sint-Jorisstraat), die toebehoorde aan de gilde van de makelaars. Op 1 februari 1788 werd deze kapel met inboedel en het achterliggende heester verkocht aan François van Troostenberghe meester metselaar en later afgebroken. Op de plek werden huizen gebouwd (thans Sint-Jorisstraat nrs. 66-72).
In het nummer 70 werd een gevelsteen ingemetseld die Maria en Kind voorstelt met een knielende geestelijke en met de tekst 'H. Maria van Bethlehem, Bid voor ons' en het jaartal 1788. De gilde verwees graag naar Betlehem, niet alleen als plaats waar Jezus geboren was, maar vanwege de hofstede 'Betlehem' die haar toebehoorde.
De Kapelstraat loopt van de Sint-Jorisstraat naar de Sint-Clarastraat.

## Bron
- Stadsarchief Brugge Sint-Niklaassestendeel 653.

Straten en pleinen in Brugge met een artikel op Wikipedia: